# Marian Skubacz
Marian Skubacz (* 8. April 1958 in Ruda Śląska; † 21. Februar 2023) war ein polnischer Ringer.

## Leben
Marian Skubacz wurde zwischen 1982 und 1987 sechsfacher polnischer Meister im Freistilringen. Auf internationaler Ebene wurde er 1981 in Skopje Vizeweltmeister. Zudem gewann er Silber bei den Europameisterschaften 1981 und jeweils EM-Bronze 1986 und 1987. Bei den Olympischen Sommerspielen 1988 in Seoul schied er in der Klasse bis 62 kg im Freistilringen vorzeitig aus. 1989 wechselte er in die Ringer-Bundesliga zur RWG Mömbris-Königshofen, mit der er 1991 und 1994 deutscher Vizemeister wurde. 1989 und 1990 wurde er deutscher Einzelmeister.
Nach seiner Karriere erkrankte Skubacz an Amyotrophe Lateralsklerose. Er war über 20 Jahre lang bettlägerig und verstarb am 21. Februar 2023 im Alter von 64 Jahren an den Folgen der Krankheit.